# 15,2 × 170 мм
15,2×170 мм Steyr — патрон для крупнокалиберных снайперских винтовок/ПТР представляет собой унитарный снаряд для гладкоствольного снайперского ружья.
Относится к классу APFSDS (Armour-piercing fin-stabilized discarding sabot) - бронебойных оперённых подкалиберных снарядов с отделяемым поддоном, широко распространённых в артиллерии. В стрелковом оружии этот патрон пока единственный представитель: таким образом аналогов в своём классе не имеет. Ближайшими по характеристикам являются оперённые боеприпасы для 20/25 мм. автоматических орудий (25 мм. APDS) и пули SLAP, флешеты для патронов .50BMG.

## Краткая характеристика
Патрон предназначен для поражения бронетехники на дальности до 1000 метров, вертолётов - до 2000 м. легкобронированной техники и живой силы - до 2500 м. 
Высокая скорость и малое время полёта, настильность,  в совокупности с высокой кучностью улучшают поражение подвижных объектов на больших расстояниях. 
Бронепробитие (на дальности 1000 метров) — 40 мм гомогенной катанной стали.
В ряде источников указывается, что на дальности в 1 км максимальное возвышение траектории над линией прицеливания - не более 800 мм.

## Номенклатура патронов
- Патрон с вольфрамовым сердечником  — патрон с пулей с сердечником из сплава вольфрама 35 г.

Масса сердечника, г. — 19,5
Масса стабилизаторов, г. — 0,5
Масса отделяемой части, г. — 15
Основной тип боеприпаса.
- Патрон с урановым сердечником  — патрон с пулей с сердечником из сплава урана 35 г.

Масса сердечника, г. — 19,5
Масса стабилизаторов, г. — 0,5
Масса отделяемой части, г. — 15
В настоящее время не выпускается.
- Практический патрон 24 г.  — патрон с пулей со стальным сердечником, с сопряжением траекторий на дистанции учебной стрельбы до 1,5 км..

Масса сердечника, г. — 8,5
Масса стабилизаторов, г. — 0,5
Масса отделяемой части, г. — 15
В настоящее время не выпускается.
- Практический патрон 27,5 г.  — патрон с пулей со стальным сердечником, с сопряжением траекторий на дистанции учебной стрельбы до 2 км..

Масса сердечника, г. — 12
Масса стабилизаторов, г. — 0,5
Масса отделяемой части, г. — 15
В настоящее время не выпускается.

## Баллистика и пробивное действие
Опубликованных точных данных по баллистике патрона нет, но существуют неоригинальные патроны, изготовленные по оригинальным образцам. 
Результаты отстрелов. неоригинальных боеприпасов:
| Неоригинальный боеприпас | Неоригинальный боеприпас | Неоригинальный боеприпас   | Неоригинальный боеприпас | Неоригинальный боеприпас | Неоригинальный боеприпас |                 | Оригинальный боеприпас (данных о пробитии нет) | Оригинальный боеприпас (данных о пробитии нет) |
| Дистанция, м.            | Скорость, м./с.          | Вертикальная поправка, см. | Пробитие, мм.            | Пробитие, мм.            | Пробитие, мм.            | Скорость, м./с. | Вертикальная поправка, см.                     |                                                |
| Дистанция, м.            | Скорость, м./с.          | Вертикальная поправка, см. | 90°                      | 60°                      | 30°                      | Скорость, м./с. | Вертикальная поправка, см.                     |                                                |
| ------------------------ | ------------------------ | -------------------------- | ------------------------ | ------------------------ | ------------------------ | --------------- | ---------------------------------------------- | ---------------------------------------------- |
| 0                        | 1450                     | 0                          | 56                       | 30                       | 21                       | 1450            | -                                              |                                                |
| 100                      | 1420                     | -25                        | 54                       | 29                       | 21                       | 1421            | -15.6                                          |                                                |
| 200                      | 1390                     | -45                        | 53                       | 28                       | 22                       | 1392            | -36.3                                          |                                                |
| 300                      | 1360                     | -59                        | 51                       | 27                       | 22                       | 1363            | -52.0                                          |                                                |
| 400                      | 1331                     | -69                        | 49                       | 26                       | 22                       | 1335            | -62.4                                          |                                                |
| 500                      | 1303                     | -73                        | 48                       | 25                       | 22                       | 1306            | -67.3                                          |                                                |
| 600                      | 1274                     | -71                        | 46                       | 24                       | 22                       | 1278            | -66.4                                          |                                                |
| 700                      | 1246                     | -63                        | 44                       | 23                       | 22                       | 1249            | -59.5                                          |                                                |
| 800                      | 1219                     | -49                        | 43                       | 22                       | 22                       | 1221            | -46.4                                          |                                                |
| 900                      | 1192                     | -28                        | 41                       | 21                       | 22                       | 1193            | -26.6                                          |                                                |
| 1000                     | 1165                     | 0                          | 40                       | 20                       | 22                       | 1165            | 0                                              |                                                |
| 1100                     | 1139                     | 35                         | 39                       | 19                       | 22                       | 1138            | 33.9                                           |                                                |
| 1200                     | 1113                     | 78                         | 37                       | 18                       | 22                       | 1110            | 75.3                                           |                                                |
| 1300                     | 1087                     | 128                        | 36                       | 17                       | 22                       | 1082            | 124.7                                          |                                                |
| 1400                     | 1062                     | 187                        | 34                       | 16                       | 21                       | 1055            | 182.4                                          |                                                |
| 1500                     | 1037                     | 254                        | 33                       | 15                       | 21                       | 1028            | 249                                            |                                                |

Таким образом баллистический коэффициент можно оценить  приблизительно как G1 = 1,667.

## Конструкция патрона
Патрон состоит из:
- гильзы, состоящей из:

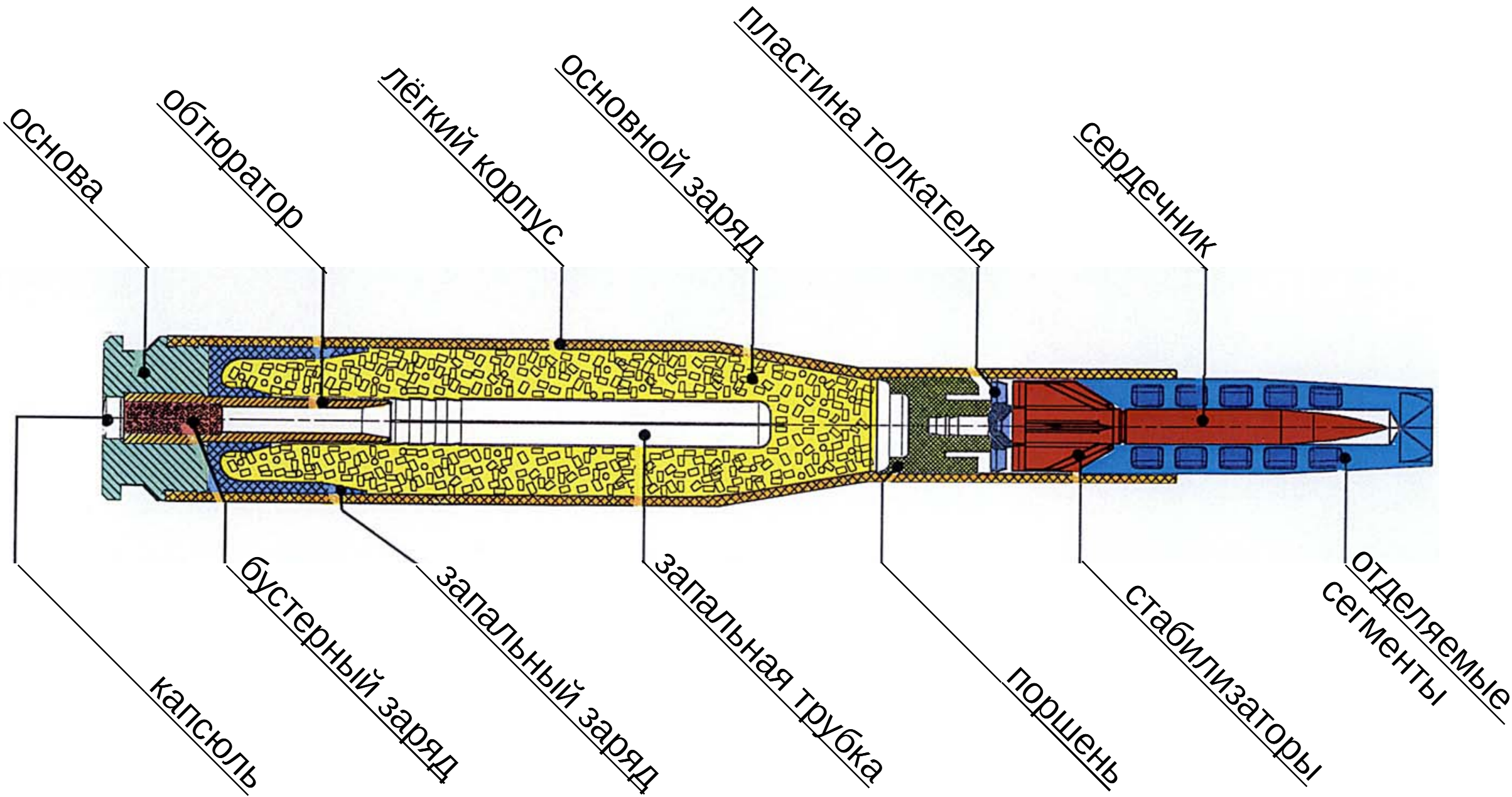
структурная схема патрона

  - массивной донной части с капсюлем-воспламенителем;
  - лёгкого корпуса;
  - каморы запального (бустерного) заряда;
  - запальной трубки;
- основного порохового заряда
- поршня-поддона
- толкателя
- картриджа - пули , состоящей из:
  - сердечника;
  - стабилизатора;
  - разделяющегося корпуса.

Патрон имеет много общих решений с артиллерийскими унитарными патронами. 
Капсюль воспламеняет бустерный заряд, который через запальную трубку разжигает основной пороховой заряд. Высокое среднее давление, 4800 бар (до 5000 бар) требует дополнительных мер по предотвращению прорыва пороховых газов в сторону затвора. Для этого запальный заряд обжимает обтюратор, который перекрывает капсюльный канал, и лёгкий корпус.
Газы двигают поршень, который толкает сборку пули, состоящую из пластины толкателя на которой установлен сердечник со стабилизаторами, центрирующиеся в канале ствола отделяемыми сегментами.
После покидания канала ствола пластина и сегменты отделяются.

## Текущее состояние и перспективы
Патроны периодически выпускаются малыми партиями. Последняя выпущенная партия датирована 2018-м годом.
В каталогах производителя патрон отсутствует.
(актуально на 2022 год) 
Производитель получил твёрдый заказ на несколько сотен тысяч патронов и несколько комплектов  ATS  от европейских заказчиков.
Имеется частично проверенная информация развитии (скорее дегрессе) проекта в сторону использования гильз или систем в целом 20×139 мм (20×128 мм), 23 × 152 мм, по заказу восточно-европейских заказчиков. Проект реализуется силами сторонних компаний.
На уровне слухов обсуждаются работы по развитию системы  ATS в сторону применения безгильзового боеприпаса с улучшением параметров, вплоть до достижения предельных для пороховых систем скоростей (1800-1900 м/с) и увеличения начальной скорости на имеющихся на 200 м/с.

## Оружие, использующее патрон
Steyr IWS 2000
Steyr IWS ATS

## Легенды и реальность
Отделяемые части поражают противника до 200м. Частично реально - поражающее действие отделяемых элементов сохраняется до 20 ... 50 м. Учитывая размещение стрелковых расчётов поражение наносится скорее своим служащим. Но это скорее шутка: проблема устраняется тактико-организационными мероприятиями.
Патроны имеют кучность менее 0,1 МОА. Это чистая легенда, имеющая частичное основание при, фактически, лабораторных отстрелах одного из вариантов опытной системы. Для серийного патрона радиус рассеяния составляет 6 см. на дистанции 1 км, что составляет чуть более 0,2 МОА. В составе комплекса ATS считается достижимым кучность менее 0,3 МОА на рабочих дистанциях при соблюдении ряда ограничений и условий.